# Mihajlo Lj. Mihajlović
Mihajlo Lj. Mihajlović (srbsko Михајло Љ. Михајловић, latinizirano: Mihajlo Lj. Mihajlović), srbski kemik, predavatelj in akademik, * 22. januar 1924, † 8. junij 1998.
Mihajlović je deloval kot redni profesor za organsko kemijo Naravoslovno-matematične fakultete v Beogradu. Bil je član srbske, jugoslovanske, evropske in tudi dopisni član Slovenske akademije znanosti in umetnosti (od 25. marca 1976).